# ゆめタウン丸亀
ゆめタウン丸亀（ゆめタウンまるがめ）は、香川県丸亀市に所在する株式会社イズミが運営するショッピングセンター「ゆめタウン」の一つである。

## 概要
アレルギー対策、メタボリック対策、有機野菜などの健康志向の食品を販売すると共に、スポーツ用品などの健康関連グッズの販売にも力を注いでいる。また、丸亀市場直送の生魚などの地元の食材の提供にも力を注いでいる。レストランゾーンもラーメン店やファミリーレストラン、トンカツ店などカジュアルで毎日使える店舗を充実させている。買い物アドバイザーによる商品提案の充実のほか、体の不自由な顧客の為のエスコート係がいるなどサービスが充実しているのが特徴である。
初のアウトレット売り場「ゆめアウトレット」や牛丼店、低価格理容店などを改装時に導入して低価格志向にも応えるようになった。
また、2022年8月23日に大創産業が運営する300円ショップである「Standard Products」が四国地方に初めて出店した。

## 主なテナント
出店テナント全店の一覧・詳細情報は公式サイト「ショップ一覧」を参照。

### １階
- ニトリデコホーム ゆめタウン丸亀店
- Right-on ゆめタウン丸亀店
- 3COINS+plus ゆめタウン丸亀店
- レストラン街

このほか、百十四銀行・香川銀行・高松信用金庫・ゆうちょ銀行・セブン銀行のATMが設置されている。

### ２階
- Standard Products ゆめタウン丸亀店
- 紀伊國屋書店 丸亀店
- X-SELL 高松店

### ３階
- フードコート
- ピノッキースパティオ 丸亀店（ゲームセンター）

また、付近にはエディオンゆめタウン丸亀北店が営業している。

## 交通

### 公共交通機関

#### 路線バス
丸亀コミュニティバス 丸亀西線「ゆめタウン前」停留所 下車：徒歩1分

#### 鉄道
JR予讃線 讃岐塩屋駅 下車：徒歩22分

### 自動車
前面道路は香川県道205号多度津丸亀線である。また、最寄りインターチェンジは高松自動車道 善通寺インターチェンジである。
平面駐車場と、３階・４階・５階には立体駐車場、敷地北には第二駐車場が設けられており、県道205号から出入りすることが出来る。また、立体駐車場は付近の市道とも接続している。

## 付近の施設
- 丸亀城
- 丸亀市猪熊弦一郎現代美術館
- 香川県立丸亀城西高等学校